# 서울강서소방서
서울강서소방서(서울江西消防署, Seoul Gangseo Fire Station)는 서울특별시 강서구를 관할하는 서울특별시 소방재난본부 산하의 소방서이다.
소방서장은 소방정으로 보한다.

## 조직
| - 소방행정과 - 소방행정팀 - 장비회계팀 - 홍보교육팀 | - 재난관리과 - 대응총괄팀 - 구조팀 - 구급팀 | - 예방과 - 예방팀 - 검사지도팀 - 위험물안전팀 | - 현장대응단 - 지휘팀 - 진압대 - 구조대 |

## 관할센터 및 관할구역
서울강서소방서는 5개의 119안전센터와 1개의 현장대응단을 산하에 두고 있다.
| 명칭                      | 사진 | 주소            | 관할구역                                                                | 지역대 |
| ------------------------- | ---- | --------------- | ----------------------------------------------------------------------- | ------ |
| 서울강서소방서 현장대응단 |      | 양천로 550      | 등촌1·2·3동, 염창동, 가양3동, 화곡6동 단, 구조는 서울특별시 강서구 일원 |        |
| 화곡119안전센터           |      | 까치산로 49     | 화곡본·1·2·4·8동                                                        |        |
| 발산119안전센터           |      | 강서로 329      | 발산1동, 화곡3동, 우장산동                                              |        |
| 방화119안전센터           |      | 금낭화로26길 10 | 마곡동, 방화1·3동, 가양1·2동                                            |        |
| 개화119안전센터           |      | 개화동로19길 8  | 공항동, 방화2동, 개화동, 과해동, 오곡동, 오쇠동                         |        |
| 마곡119안전센터           |      | 마곡서로 9      | 마곡동                                                                  |        |

## 같이 보기
- 대한민국 소방청
- 대한민국의 소방
- 대한민국 소방공무원

## 인접한 건물
- ● 서울 지하철 9호선 증미역